# جاي كيربي
جاي كيربي (بالإنجليزية: Jay Kirby)‏ هو ممثل أمريكي، ولد في 28 يناير 1920، وتوفي في 30 يوليو 1964.

## وصلات خارجية
- جاي كيربي على موقع IMDb (الإنجليزية)
- جاي كيربي على موقع قاعدة بيانات الفيلم (الإنجليزية)